# Гарольд і магічний олівець
«Гарольд і магічний олівець» (англ. Harold and the Purple Crayon) — американський фільм 2024 кінорежисера Карлоса Салдани. Фільм заснований на однойменній дитячій книзі «Гарольд і магічний олівець», написаній Крокеттом Джонсоном, у фільмі взяли участь Закарі Лівай, Зоуї Дешанель, Ліл Рел Говері та Раві Патель.
Прем'єра фільму в кінотеатрах відбулася в США 2 серпня 2024 року і поширюється дистриб'ютором Sony Pictures Releasing.

## Сюжет
Гарольд — це хлопчик, персонаж книги, в якого є чарівний олівець. Усе, намальоване олівцем, стає справжнім. Але одного разу оповідач книги (якого Гарольд вважає своїм батьком) зникає і Гарольд вирішує піти в реальний світ на його пошуки. Його друг Лось вирушає слідом, а Дикобраз ненадовго залишається і відстає від друзів. Гарольд малює велосипед, на якому з Лосем, що став тепер людиною, їде шукати оповідача. Террі, мати хлопчика, на ім'я Мел, випадково збиває Гарольда і Лося своїм авто. Террі підбирає олівець і лагодить за його допомогою шину авто, на подив своєї матері. Мел переконує Террі залишити Гарольда й Лося переночувати вдома. Вночі Мел потай зустрічається з Гарольдом, вони дружаться і Гарольд дає Мелу частину чарівного олівця.
Наступного дня Террі повідомляє Гарольду та Лосю, що їм пора йти, а Мел вирушає до школи. Та насправді він слідкує за Гарольдом і Лосем, бажаючи допомогти в їхніх пошуках. Вони йдуть до бібліотеки, де зустрічають бібліотекаря Гері Натвіка, що таємно закоханий у Террі та мріє написати фантастичний роман. Гері не знаходить якоїсь суттєвої інформації. Тоді Гарольд малює літак і зображає в небі інверсійним слідом номер телефону Террі, щоб оповідач побачив його й зателефонував. Гері побачив, як Гарольд малює літак, і впізнав книгу, де був такий самий літак. Після того, як Террі телефонують декілька незнайомих людей, вона отримує дзвінок зі школи, що Мел повинен негайно повернутися додому через конфлікт з учнями. Гарольд і Лось знаходять Террі на роботі, де вона доручає їм носити коробки. Обоє вирішують знайти спосіб спростити це нудне заняття і спричиняють рейвах, через який Террі звільняють (хоча й так вона не любила свою роботу).
Гарольд, Лось, Террі та Мел виходять на міську площу, де Гарольд малює фортепіано, щоб Террі могла зіграти. Після цього Гері зустрічається з Гарольдом і Лосем і показує їм книгу, з якої вони прийшли. Гарольд бачить ім’я автора на обкладинці й розуміє, що автора звуть Крокет Джонсон. Невдовзі після цього Гарольд і Лось возз’єднуються з Дикобразом, якого затримали поліцейські через те, що він раніше вкрав куртку. Тріо персонажів затримують, але Гарольд малює стінобитну кулю, щоб зламати стіну відділку. Вони знаходять будинок Джонсона, але виявляється, що автор книги помер. Гарольд засмучений, і через це усе, що він намалював, починає зникати, включаючи Лося та Дикобраза.
На самоті Гарольд незабаром зустрічається з Гері, який переконує Гарольда дати йому олівець. Гері використовує олівець, щоб здійснити власні егоїстичні бажання. Він ув’язнює Гарольда у своєму кабінеті та перетворює себе на персонажа власного роману. Мел прибуває на допомогу, потрапляє в пастку, але невдовзі звільняє себе та Гарольда за допомогою шматка олівця, який Гарольд подарував йому раніше. Зраділий Гарольд відновлює все, що намалював раніше, включаючи Лося та Дикобраза. На міській площі вони зустрічають Гері, який за допомогою олівця переробляє реальний світ на фантастичний. Гарольд і Гері борються, щоб зібрати олівець докупи. Гері проковтує шматок олівця Гарольда, і здобуває силу втілювати свої фантазії без малювання. Тоді Мел використовує свою уявну істоту Карла, яку він намалював раніше в школі, щоб змусити Гері виплюнути олівець. Карл зазнає невдачі, та Гарольд малює комаху, яку кидає в Гері й той її проковтує. Далі Лось таранить Гері й комаха повертається вже з олівцем. Гері втрачає чарівну силу, але Гарольд малює двері, якими він може потрапити до світу зі свого роману.
Гарольд, Лось, Дикобраз, Террі та Мел відвідують музей робіт Джонсона. Після того як Гарольд дізнається, чому він був створений у записці, залишеній Джонсоном, він, Лось і Дикобраз повертаються у свій світ, а Мел дарує Гарольду пачку кольорових олівців на прощання.

## У ролях
- Закарі Лівай[1]
- Зоуї Дешанель[2]
- Ліл Рел Говері[3]
- Раві Патель[4]
- Камілл Гуаті[5]
- Таня Рейнольдс[en][6]
- Піт Гарднер[7]

## Історія створення

### Ранні спроби екранізацій
У 1992 році Джон Карлос заснував сімейну кінокомпанію «Wild Things Productions» разом з Морісом Сендаком, сценаристом та ілюстратором книги «Там, де живуть чудовиська». Вони придбали права на інші дитячі книги, в тому числі на «Гарольд і фіолетова крейда», автором якої був Крокет Джонсон наставник Сендака. Сендак та Деніз Ді Нові були продюсерами. Приблизно в 1994 році кінорежисер Майкл Толкін був запрошений для написання сценарію, а Генрі Селік мав стати режисером, але Селік перейшов до режисерування фільму Джеймс і гігантський персик. Карлос обрав Спайка Джонза для розробки фільму, що поєднує живу дію та анімацію. У процесі опрацювання згадувався бюджет від 25 до 50 мільйонів доларів. Девід О. Рассел був залучений, щоб допомогти з переписуванням сценарію. Почалася робота над кількома сценаріями, акторським складом, розкадровками та анімацією, але Джонзу довелося відмовитися від проєкту після понад року роботи над ним, коли нове керівництво «Tristar Pictures» скасувало його, за два місяці до основного знімального періоду.
У лютому 2010 року стало відомо, що кінокомпанії Columbia Pictures, Sony Pictures Animation і Overbrook Entertainment, компанія заснована Віллом Смітом, починають розробляти комп'ютерно-анімаційну адаптацію фільму «Гарольд і чарівний олівець», продюсерами якого стануть Сміт і Джеймс Ласітер, а сценарій напише Джош Клауснер. Фільм оповідає про хлопчика, на ім'я Гарольд, який використовує свою чарівну фіолетову крейду, щоб піти у власний світ фантазій, але незабаром розуміє, що він був егоїстичний у своїх прагненнях. Тому він використовує її, щоб допомогти своїм батькам та іншим, і навіть вирушити на місію на Марс. У грудні 2016 року повідомлялося, що сценарій фільму також буде написано Далласом Клейтоном. Фільм, як і раніше, розроблятиметься «Columbia Pictures» і поширюватиметься «Sony Pictures Releasing».

### Відродження проєкту
1 лютого 2021 стало відомо, що Закарі Лівай виконає головну роль у фільмі, хоча не було вказано, яку саме. Також було оголошено, що Карлос Салдана призначений режисером нового фільму і що Девід Гайон і Майкл Гандельман замінили Клауснера та Клейтона як сценаристів, а Джон Девіс спродюсував його під своєю назвою «Davis Entertainment». Крім того, Зоуї Дешанель та Ліл Рел Говері були оголошені учасниками акторського складу.
Зйомки фільму проходили приблизно на початку 2022 року в Атланті в штаті Джорджія.

## Прем'єра
«Sony Pictures» спершу запланував прем'єру фільму на 27 січня 2023 року. Sony Pictures показав кадри з фільму в рамках майбутнього випуску у квітні 2022 року на CinemaCon.

## Сприйняття
На агрегаторі рецензій Rotten Tomatoes фільм отримав 25% позитивних оцінок з середнім балом 4,1/10. Консенсус вебсайту підсумовує: «Висококонцептуальна адаптація, що втрачає блаженну простоту вихідного матеріалу, «Гарольд і магічний олівець» — це данина уяві, що переймається лише кольорами контурів». На Metacritic середня оцінка складає 34 зі 100, що вказує на «загалом несхвальні» рецензії.